# Worōd
Worōd war ein Herrscher von Hatra, der Hauptstadt eines mesopotamischen Kleinfürstentums im Partherreich. Es handelt sich um den bisher ältesten, belegbaren Herrscher dieser Stadt, der nur in wenigen Inschriften mit dem Titel mry’ genannt wird. Nach einer Inschrift soll er der Vater eines Ma’nu gewesen sein, war also wahrscheinlich Vorgänger des Herrschers gleichen Namens. Eine Inschrift von ihm stammt vom Nordiwan in der Bait Alaha genannten Anlage, die wiederum am Beginn des zweiten Jahrhunderts errichtet wurde. Die Inschrift stützt eine Datierung von Worōd um 110 n. Chr.